# Felix Manz
Felix Manz (Zúrich, 1498 - ibid., 5 de enero de 1527) fue un líder anabaptista, cofundador de los Hermanos Suizos y primer mártir de los anabaptistas a mano de los protestantes.
Como Erasmo, era hijo de un sacerdote católico. Estudió latín, griego y hebreo, idioma en el cual fue reconocido como erudito. 

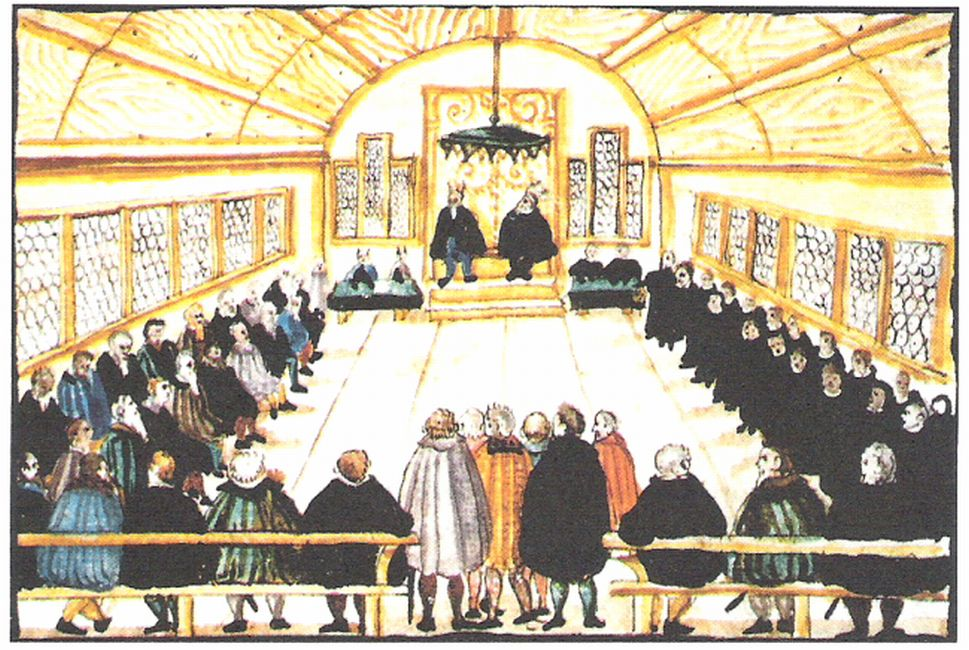
Debate sobre el bautismo en Zúrich en 1525. Al fondo a la izquierda los dos anabaptistas (Felix Manz y Georg Blaurock), en el centro los dos alcaldes; a la derecha Ulrico Zwinglio y Leo Jud. Dibujo de Heinrich Thomann.

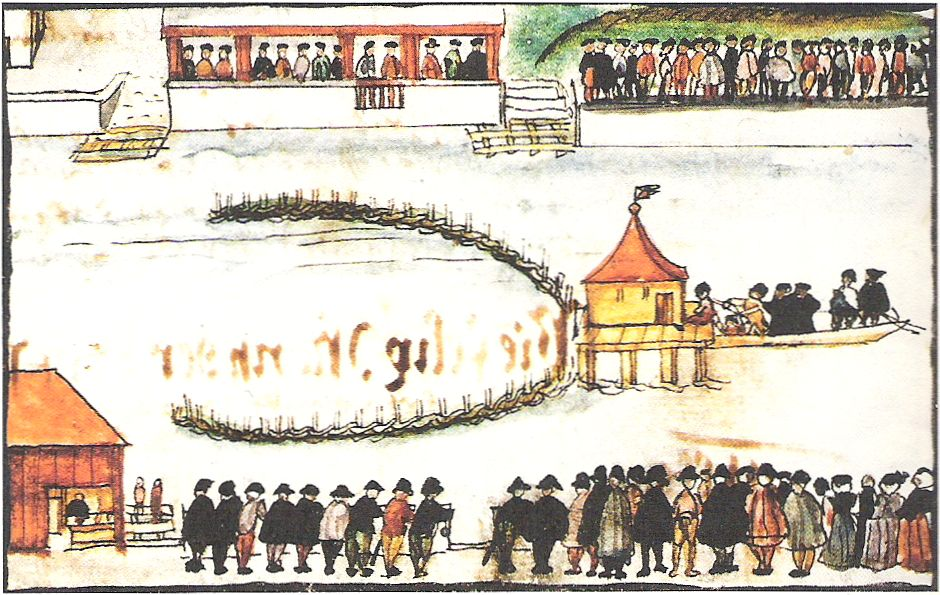
Martirio de Félix Manz, mediante ahogamiento en el río Limmat, el 5 de enero de 1527. Dibujo de Heinrich Thomann.

En 1522 se sumó al grupo de estudio organizado por Ulrico Zuinglio, en el que tradujeron y comentaron numerosos pasajes de la Biblia. A partir de octubre de 1523 entró en contradicciones con Zuinglio y figuraba entre los jóvenes que querían acelerar el ritmo de la Reforma. Los disidentes empezaron a reunirse clandestinamente en su casa, desafiando la prohibición del concejo de la ciudad, y allí, el 21 de enero de 1525, se bautizaron unos a otros.
Este grupo, conocido como los Hermanos Suizos, visitaba casa por casa explicando la necesidad del bautismo de creyentes, rechazando el bautismo de infantes y el uso de armas o participación en guerras de los cristianos y llamando a poner por obra las enseñanzas neotestamentarias. Junto con Jorge Blaurock desplegó una intensa actividad entre los campesinos y artesanos en la región de Zúrich, Zollikon, Coira y Appenzell. Fue detenido en octubre de 1525 y encarcelado en el Castillo de Grüningen, donde ya estaban presos Blaurock y Conrad Grebel, detenidos días antes. Fueron condenados inicialmente a "prisión indefinida" a pan y agua. Luego de estar condenados a cadena perpetua, se escaparon y fugaron en marzo de 1526.
Manz y Blaurock volvieron a Grüningen en mayo del mismo año. El 12 de octubre de 1526, fue detenido Manz en San Galo y dejado en libertad en seguida, pero en diciembre él y Blaurock fueron nuevamente detenidos en los bosques de Grüningen.
El 5 de enero de 1527 fue sentenciado a muerte y ejecutado por ahogamiento, porque "se había envuelto en el anabaptismo... confesó haber dicho que deseaba juntar a todos aquellos que querían seguir y aceptar a Cristo y unirse a ellos por el bautismo... Tal doctrina es dañina a la unificada costumbre de toda la cristiandad y conduce a la ofensa, la insurrección y la sedición contra el gobierno".

## Himno
Manz escribió 18 himnos que han sido preservados en el Ausbund, un himnario de los anabaptistas del siglo XVI usado aún por los Amish. Esta es la primera estrofa de una "Alabanza a Dios por su Gran Salvación":
| Alemán | Castellano |
| --- | --- |
| 1. Mit Lust so will ich singen 2. Mein Herz freut sich in Gott 3. Der mir viel Kunst tut bringen, 4. Dasz ich entrinn dem Tod 5. Der ewiglich nimmet kein End. 6. Ich preiz dich Christ vom Himmel, 7. Der mir mein Kummer wend. | 1. Cantaré con mucho gusto; 2. Mi corazón se deleita en Dios, 3. Quien me dio mucha habilidad 4. Que de la muerte me escapé 5. Por quien nunca tiene fin. 6. Te alabo a Cristo de los cielos 7. Quien toda mi pena cambió. |